# 1963 à Paris
 Chronologie de l'histoire de Paris
- 1959
- 1960
- 1961
- 1962
- 1963
- 1964
- 1965
- 1966
- 1967

Cette page concerne l'année 1963 du calendrier grégorien.
- 22 janvier : signature du traité de l'Élysée entre la République fédérale d'Allemagne et la France[1].
- 30 mai : L'exploitation en métro sur pneumatiques de la ligne 1 du métro débute
- 14 octobre : Inauguration de la Maison de la Radio.